# Jandek
Jandek (født 26. oktober 1945) er en amerikansk outsidermusiker fra Houston, Texas.
Hans musik er avantgardistisk og svær at klassificere, men bevæger sig inden for blues- og folk-musikken. Jandek har udgivet over 50 albums siden 1978, men det var først i 2005 at han optrådte live. Jandek har kultstatus i musikkens verden, da han siden sin debut aldrig har givet interviews, afsløret sit rigtige navn eller på anden vis afsløret dele af sit privatliv eller fortalt om baggrunden for sin musik. Fans har ved flere lejligheder opsøgt Jandek, som oftest uden held. I 2003 var Jandek emnet for dokumentarfilmen Jandek on Corwood, hvor en række musikere og kritikere diskuterer hans musik og image. Jandek udgiver fortsat sine albums på sit eget label ved navn Corwood Industries.
- Fansite med mere information om Jandek

- Wikimedia Commons har flere filer relateret til Jandek